# Musée Zeitz d'art contemporain d'Afrique
Le musée Zeitz d'art contemporain d'Afrique (MOCAA ou Zeitz MOCAA) est un musée d'art contemporain situé au Victoria & Alfred Waterfront, de la ville du Cap, en Afrique du Sud devenant le plus grand musée d'art contemporain africain au monde. Le directeur exécutif et conservateur en chef du musée est Mark Coetzee. Le musée a ouvert ses portes le 22 septembre 2017. 
Le musée à but non lucratif a été commandé dans le cadre d'un partenariat public / privé entre le V & A Waterfront et l'homme d'affaires allemand Jochen Zeitz (en). Le Waterfront a investi plus de 500 millions de rands dans la construction et le développement de ses infrastructures et, bien qu'il ne soit pas actionnaire, Zeitz a fourni sa vaste collection d'art et financera les coûts de fonctionnement et le budget des nouvelles acquisitions. Considérée par beaucoup comme l'une des plus importantes collections d'art contemporain d'Afrique et de sa diaspora, la collection de Zeitz comprend des œuvres d'artistes éminents tels que Chris Ofili, Kudzanai Chiurai, Kehinde Wiley, Glenn Ligon, Marlene Dumas, Wangechi Mutu et Julie Mehretu. 
Le V & A Waterfront avait étudié un certain nombre de propositions concernant l'utilisation du silo à grains historique depuis sa mise hors service en 2001.   D'autres ont noté que le partenariat stratégique avec Zeitz sert également à relier les propriétés existantes des propriétaires des Waterfronts (Growthpoint Properties et la Caisse de retraite des employés de l'État) avec le quartier financier en développement dans la partie basse de la ville du Cap. La conversion du bâtiment a débuté en 2014 sous la direction de l'architecte londonien Thomas Heatherwick.

## Emplacement et architecture
Le musée est situé dans le Victoria & Alfred Waterfront, sur les rives de la baie de la Table surplombant l'océan Atlantique. Le Waterfront est considéré comme une propriété commerciale et hôtelière prestigieuse. L'environnement immédiat du musée, le quartier des silos, devrait également faire l'objet d'autres aménagements.

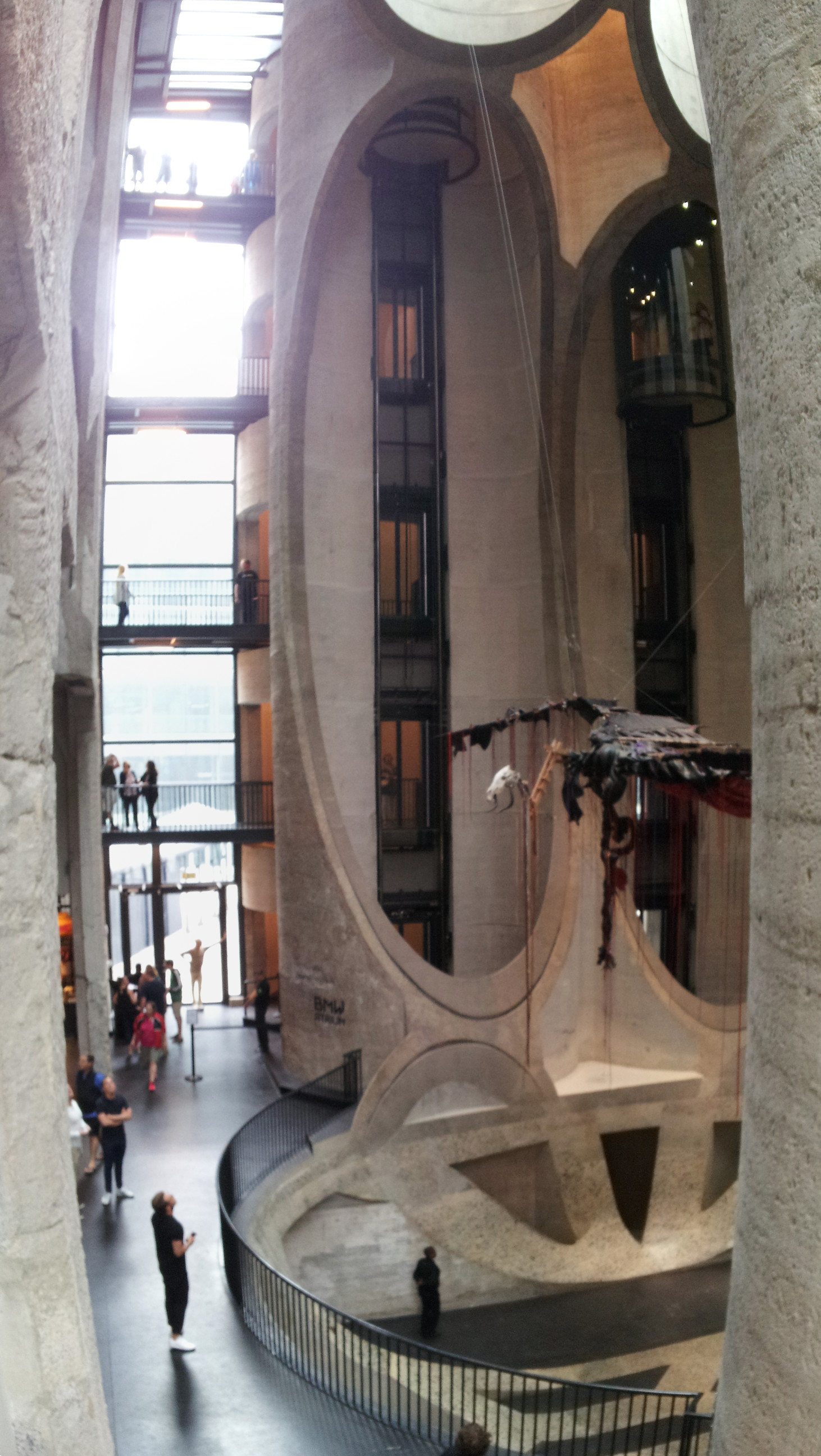
Hall d’entrée du musée.

Le bâtiment du musée a été construit à partir de la conversion du silo à grains historique de 57 m de haut, construit en 1921 et mis hors service en 2001. Les architectes ont voulu conserver et célébrer le patrimoine industriel de la structure d'origine, tout en creusant simultanément de grands espaces ouverts dans les 42 cylindres de béton densément remballés qui la composent. L'intérieur du bâtiment a été découpé à l'aide de diverses techniques de découpage du béton pour créer un certain nombre de galeries et un grand atrium central. Les puits en béton restants ont été recouverts de verre renforcé afin de permettre à la lumière naturelle d'entrer et de créer un intérieur "cathédrale".  De l'extérieur, le changement le plus notable apporté à la structure d'origine est l'ajout de panneaux de verre coussinés aux étages supérieures du bâtiment.
Dans l'ensemble, le complexe de 9 500 m2 se compose de neuf étages et d'une surface d'exposition de 6 000 m2. En outre, on y retrouve 18 aires éducatives, un jardin de sculptures sur la partie inférieure du toit, ainsi que des restaurants et un magasin. Un hôtel, le Silo Hotel, situé dans la partie supérieure de l'édifice, a ouvert ses portes en mars 2017.
En 2019, Koyo Kouoh est nommée directrice du musée,.